# Campeonato Europeo de Lucha de 2005
El LVII Campeonato Europeo de Lucha se celebró en Varna (Bulgaria) entre el 12 y el 17 de abril de 2005. Fue organizado por la Federación Internacional de Luchas Asociadas (FILA) y la Federación Búlgara de Lucha.

## Resultados

### Lucha grecorromana masculina
| Evento | Oro                             | Plata                       | Bronce                                                     |
| ------ | ------------------------------- | --------------------------- | ---------------------------------------------------------- |
| 55 kg  | Viktor Korabliov · Rusia        | Roman Amoyan Armenia        | Ivo Anguelov Bulgaria Bayram Özdemir Turquía               |
| 60 kg  | Vitali Rəhimov Azerbaiyán       | Eusebiu Diaconu · Rumania   | Alexei Shevtsov · Rusia · Davit Bedinadze · Georgia        |
| 66 kg  | Nikolai Guergov Bulgaria        | Christian Fetzer · Alemania | Moisés Sánchez Parra · España · Serguei Kovalenko · Rusia  |
| 74 kg  | Movses Karapetian Armenia       | Velin Marinov Bulgaria      | Neven Žugaj · Croacia · Adam Juretzko · Alemania           |
| 84 kg  | Alexei Mishin · Rusia           | Serkan Özden Turquía        | Laimutis Adomaitis · Lituania · Badri Jasaia · Georgia     |
| 96 kg  | Hamza Yerlikaya Turquía         | Jimmy Lidberg · Suecia      | Mindaugas Ežerskis · Lituania · Dmytro Tymchenko · Ucrania |
| 120 kg | Siarhei Artsiujin · Bielorrusia | Yekta Yılmaz Gül Turquía    | Mirian Guiorgadze Georgia Krasimir Kochev Bulgaria         |

### Lucha libre masculina
| Evento | Oro                               | Plata                      | Bronce                                                     |
| ------ | --------------------------------- | -------------------------- | ---------------------------------------------------------- |
| 55 kg  | Ghenadie Tulbea Moldavia          | Radoslav Velikov Bulgaria  | Alexandr Kontoyev · Rusia · Besarion Gochashvili · Georgia |
| 60 kg  | Vasyl Fedoryshyn · Ucrania        | Didier Païs Francia        | Murad Ramazanov · Macedonia · Łukasz Góral · Polonia       |
| 66 kg  | Serafim Barzakov Bulgaria         | Elman Əsgərov Azerbaiyán   | Andri Stadnik · Ucrania · Albert Batyrov · Bielorrusia     |
| 74 kg  | Nikolai Paslar Bulgaria           | Serguei Vitkovski · Rusia  | Ahmet Gülhan · Turquía · Volodymyr Syrotin · Ucrania       |
| 84 kg  | Taras Danko · Ucrania             | Serhat Balcı Turquía       | Lázaros Loizidis · Grecia · Nauruz Temrezov · Rusia        |
| 96 kg  | Eldar Kurtanidze Georgia          | Vincent Aka-Akesse Francia | Jadzhimurat Gatsalov · Rusia · Fatih Çakıroğlu · Turquía   |
| 120 kg | Kuramagomed Kuramagomedov · Rusia | Vadym Tasoyev · Ucrania    | Efstathios Topalidis · Grecia · Ottó Aubéli · Hungría      |

### Lucha libre femenina
| Evento | Oro                            | Plata                       | Bronce                                                        |
| ------ | ------------------------------ | --------------------------- | ------------------------------------------------------------- |
| 48 kg  | Lorisa Oorzhak · Rusia         | Iwona Matkowska · Polonia   | Anne-Catherine Deluntsch · Francia · Faní Psathá · Grecia     |
| 51 kg  | Iryna Merleni · Ucrania        | Natalia Smirnova · Rusia    | Vanessa Boubryemm · Francia · Ana Maria Pavăl · Rumania       |
| 55 kg  | Natalia Golts · Rusia          | Anna Gomis Francia          | Sylwia Bileńska · Polonia · Mariya Yahorava · Bielorrusia     |
| 59 kg  | Ida-Theres Karlsson · Suecia   | Audrey Prieto Francia       | Yuliya Ratkevich · Bielorrusia · Diletta Giampiccolo · Italia |
| 63 kg  | Monika Michalik · Polonia      | Volha Jilko · Bielorrusia   | Nikola Hartmann-Dünser · Austria · Mihaela Panait · Rumania   |
| 67 kg  | Kateryna Burmistrova · Ucrania | Yelena Perepiolkina · Rusia | Lise Legrand · Francia · María Teresa Méndez · España         |
| 72 kg  | Anita Schätzle · Alemania      | Svetlana Martinenko · Rusia | Vasilisa Marzaliuk · Bielorrusia · Stanka Zlateva · Bulgaria  |

## Medallero
| Núm. | País        | Oro | Plata | Bronce | Total |
| ---- | ----------- | --- | ----- | ------ | ----- |
| 1    | Rusia       | 5   | 4     | 5      | 14    |
| 2    | Ucrania     | 4   | 1     | 3      | 8     |
| 3    | Bulgaria    | 3   | 2     | 3      | 8     |
| 4    | Turquía     | 1   | 3     | 3      | 7     |
| 5    | Bielorrusia | 1   | 1     | 4      | 6     |
| 6    | Polonia     | 1   | 1     | 2      | 4     |
| 7    | Alemania    | 1   | 1     | 1      | 3     |
| 8    | Armenia     | 1   | 1     | 0      | 2     |
| 8    | Azerbaiyán  | 1   | 1     | 0      | 2     |
| 8    | Suecia      | 1   | 1     | 0      | 2     |
| 11   | Georgia     | 1   | 0     | 4      | 5     |
| 12   | Moldavia    | 1   | 0     | 0      | 1     |
| 13   | Francia     | 0   | 4     | 3      | 7     |
| 14   | Rumania     | 0   | 1     | 2      | 3     |
| 15   | Grecia      | 0   | 0     | 3      | 3     |
| 16   | España      | 0   | 0     | 2      | 2     |
| 16   | Lituania    | 0   | 0     | 2      | 2     |
| 18   | Austria     | 0   | 0     | 1      | 1     |
| 18   | Croacia     | 0   | 0     | 1      | 1     |
| 18   | Hungría     | 0   | 0     | 1      | 1     |
| 18   | Italia      | 0   | 0     | 1      | 1     |
| 18   | Macedonia   | 0   | 0     | 1      | 1     |
|      | TOTAL       | 21  | 21    | 42     | 84    |